# تپه حاجی فیروز
تپه حاجی فیروز مربوط به ۵۵۰۰ قبل از میلاد است و در شهرستان نقده، بخش محمدیار، دهستان حسنلو، واقع شده و این اثر در تاریخ ۷ خرداد ۱۳۸۷ با شمارهٔ ثبت ۲۲۹۰۸ به‌عنوان یکی از آثار ملی ایران به ثبت رسیده‌است.
ظرف شراب متعلق به حدود ۴٬۵۰۰ سال پیش از میلاد در تپه حسلنو نقده به عنوان نخستین وسیله شراب سازی موجود در دوران نوسنگی کشف گردید. از مهمترین آثار این تپه باستانی جام طلای حسنلو می‌باشد که از آثار باستانی ارزشمند ایران است.
تپه حاجی فیروز محوطهٔ کلیدی دوران نوسنگی در درهٔ اشنویه-نقده است که با فرهنگ حسونا در میانرودان همزمان بوده‌است.
مانند دیگر محوطه‌های معاصر در ایران، حاجی فیروز روستایی کوچک با خانه‌های تک‌خانواده‌ای (خانوادهٔ هسته‌ای) بوده‌است و شهروندان آن مردگانشان را در زیر کف همان خانه‌ها دفن می‌کرده‌اند.
در کل ۱۸ بنای چهارضلعی، هر یک به مساحت بین ۲۷ تا ۳۸ مترمربع، در حاجی فیروز یافت شده‌است. تیغه‌ای کوتاه این خانه‌ها را به دو بخش تقسیم می‌کرده که یکی (که جزئیات تمیزتر و تزئینات داشته) برای زندگی و دیگری برای کار و فعالیت به کار می‌رفته‌است. دیوارها از خشت‌های نامنظم به ضخامت ۴۰ سانتی‌متر ساخته شده‌اند و در ضلع شرقی ساختمان‌ها (جهت وزش بادِ غالب)، دیواره‌ای کوتاه و بدون سقف قرار دارد. جهت درهای ورودی نیز برای دوری از باد غربی به سمت شرق بوده‌است.
سقف بناهای حاجی فیروز احتمالاً مسطح و از لایه‌های نی و گل بر روی تیرهای چوبی کوچک بوده‌است.